# Saint-Paul-de-Vézelin
Saint-Paul-de-Vézelin és un municipi francès situat al departament del Loira i a la regió d'Alvèrnia-Roine-Alps. L'any 2007 tenia 293 habitants.

## Demografia

### Població
El 2007 la població de fet de Saint-Paul-de-Vézelin era de 293 persones. Hi havia 120 famílies de les quals 36 eren unipersonals (16 homes vivint sols i 20 dones vivint soles), 52 parelles sense fills, 24 parelles amb fills i 8 famílies monoparentals amb fills.
La població ha evolucionat segons el següent gràfic:
Habitants censats

### Habitatges
El 2007 hi havia 192 habitatges, 124 eren l'habitatge principal de la família, 38 eren segones residències i 30 estaven desocupats. 183 eren cases i 9 eren apartaments. Dels 124 habitatges principals, 107 estaven ocupats pels seus propietaris, 15 estaven llogats i ocupats pels llogaters i 2 estaven cedits a títol gratuït; 4 tenien dues cambres, 13 en tenien tres, 36 en tenien quatre i 71 en tenien cinc o més. 99 habitatges disposaven pel capbaix d'una plaça de pàrquing. A 65 habitatges hi havia un automòbil i a 48 n'hi havia dos o més.

### Piràmide de població
La piràmide de població per edats i sexe el 2009 era:
| Homes | Edats   | Dones |
| ----- | ------- | ----- |
| 0     | 95 o +  | 0     |
| 4     | 90 a 94 | 4     |
| 0     | 85 a 89 | 4     |
| 8     | 80 a 84 | 8     |
| 12    | 75 a 79 | 4     |
| 8     | 70 a 74 | 16    |
| 4     | 65 a 69 | 4     |
| 16    | 60 a 64 | 0     |
| 8     | 55 a 59 | 16    |
| 4     | 50 a 54 | 4     |
| 12    | 45 a 49 | 12    |
| 12    | 40 a 44 | 8     |
| 4     | 35 a 39 | 4     |
| 16    | 30 a 34 | 4     |
| 20    | 25 a 29 | 20    |
| 0     | 20 a 24 | 8     |
| 4     | 15 a 19 | 16    |
| 0     | 10 a 14 | 8     |
| 8     | 5 a 9   | 12    |
| 16    | 0 a 4   | 8     |

## Economia
El 2007 la població en edat de treballar era de 171 persones, 118 eren actives i 53 eren inactives. De les 118 persones actives 108 estaven ocupades (59 homes i 49 dones) i 10 estaven aturades (5 homes i 5 dones). De les 53 persones inactives 20 estaven jubilades, 14 estaven estudiant i 19 estaven classificades com a «altres inactius».

### Ingressos
El 2009 a Saint-Paul-de-Vézelin hi havia 131 unitats fiscals que integraven 292 persones, la mediana anual d'ingressos fiscals per persona era de 14.756 €.

### Activitats econòmiques
Dels 8 establiments que hi havia el 2007, 1 era d'una empresa de construcció, 2 d'empreses d'hostatgeria i restauració, 1 d'una empresa financera, 2 d'empreses de serveis i 2 d'empreses classificades com a «altres activitats de serveis».
L'únic servei als particulars que hi havia el 2009 era un paleta.
L'any 2000 a Saint-Paul-de-Vézelin hi havia 19 explotacions agrícoles que ocupaven un total de 528 hectàrees.

## Equipaments sanitaris i escolars
El 2009 hi havia una escola elemental.

## Poblacions més properes
El següent diagrama mostra les poblacions més properes.